# Complicitus nigrigularis
Complicitus nigrigularis là một loài thằn lằn trong họ Agamidae. Loài này được Ota & Hikida mô tả khoa học đầu tiên năm 1991.